# Don Potter
Ne pas confondre avec un musicien américain.
Donald Steele Potter, né le 21 avril 1902 dans le Kent et mort le 7 juin 2004, est un sculpteur anglais, sculpteur sur bois, potier et enseignant.

## Biographie
Donald Steele [Don] Potter, est né le 21 avril 1902 à Parsonage House, Newington dans le Kent. Il est l'aîné des enfants de Henry Joseph Potter, un commerçant devenu plus tard un journaliste, et desa femme, Bessie née Matthews. Il a deux sœurs, Norah Mary, née en 1904, et Dorothy, née en 1906.